# Kamieńsk
Pour les articles homonymes, voir Kamieńsk.
Kamieńsk (prononciation [ˈkamʲɛɲsk]) est une ville de Pologne, située au centre du pays, dans la voïvodie de Łódź. Elle est le chef-lieu de la gmina de Kamieńsk, dans le powiat de Radomsko.

## Histoire
La ville a été mentionnée pour la première fois dans les documents historiques à partir de 1291. Elle a reçu sa charte de ville en 1374. Elle a perdu son statut de ville en 1870, puis l'a reconquise en 1994. 
Tout au long de son histoire, la ville a été également appelée Kamińsko, Canisko, Camiesko et Kamińsk. Le nom de ville Kamieńsk a été utilisé en référence à la ville depuis 1918.
Avant la Seconde Guerre mondiale et l'Holocauste, la ville était un shtetl.
Les Juifs ont commencé à s'installer à Kamieńsk au XVIIIe siècle. La plus ancienne pierre tombale juive dans le cimetière de Kamieńsk date de 1831. Dans les années 1870, la ville a choisi Israël Stieglitz comme son leader rabbinique. Il a servi de rabbin en chef pendant plus de 40 ans et est décédé en 1921. Son fils, Pinchas Stieglitz, a été choisi comme son successeur et a servi dans cette capacité pour un court laps de temps. Il y avait trois synagogues dans la ville. En l'an 1900, il y avait 1 064 chrétiens et 787 juifs à Kamieńsk. En 1917, la population juive avait atteint 1 163. Les principales occupations des juifs de Kamieńsk étaient la couture, la fabrication de chaussures et le petit commerce. Pinchas Stieglitz et la plupart des membres de sa famille comptent parmi les victimes de l'Holocauste.

## Personnalités notables liées à la ville
- Jacek Krzynówek (né en 1976) est un footballeur.